# Blake Jenner
Blake Alexander Jenner (27 de agosto de 1992) es un actor y cantante estadounidense conocido por haber sido el ganador de la segunda temporada del reality de Oxygen The Glee Project, y por interpretar a Ryder Lynn en Glee.

## Vida y carrera
Jenner comenzó a escribir y actuar a la edad de nueve años, actuó en producciones de la escuela a través de su escuela secundaria. También asistió a clases de interpretación y trabajó en publicidad. Ha participado en deportes en la escuela tales como el fútbol y la lucha libre.
Dejó su ciudad natal (Miami, Florida) y se mudó a Los Ángeles para perseguir su carrera de actor. Finalmente consiguió una aparición especial en un episodio de la comedia de ABC Family Melissa & Joey como el deportista Miller Collins.
Jenner fue seleccionado como uno de los catorce concursantes de la segunda temporada de The Glee Project, un reality show que como premio obtenía un arco de siete episodios en la siguiente temporada de la comedia musical de FOX Glee. Fue uno de los tres finalistas, y ganó en última instancia. El personaje de Jenner, Ryder Lynn, apareció por primera vez en el quinto episodio de la cuarta temporada, que fue emitido el 8 de noviembre de 2012. Ryder es un estudiante en McKinley, quien se une al club glee, conocido como la versión más joven de Finn Hudson. En el año 2012 comenzó una relación con Melissa Benoist quien también participó en dicha comedia musical y el 11 de julio de 2013 anunciaron que iban a contraer matrimonio. En 2015, Benoist anunció que contrajeron matrimonio. 
El 18 de noviembre de 2015 se dio a conocer que Jenner fue contratado para aparecer de forma recurrente en Supergirl, interpretando a Adam Foster, interés amoroso de Kara Danvers/Supergirl (Melissa Benoist).
En diciembre de 2016, Benoist solicitó el divorcio y finalmente se divorciaron en diciembre de 2017.  
En 2019, Melissa Benoist compartió un video en Instagram que relataba su experiencia como sobreviviente de violencia doméstica. Benoist sufrió una lesión en 2015 que rasgó su iris y dejó su pupila permanentemente dilatada. En el video, reveló que la lesión en su iris se debió a que le lanzaron un teléfono durante una disputa doméstica en una relación marcada por repetidos abusos. 
Benoist también señaló que vivió un control extremo, manipulación y ciclos de violencia severa, incluyendo bofetadas, puñetazos, arrastres por el cabello, ser arrastrada por el  pavimento, estrangulamientos e incluso como rompió una pared luego de golpear la cabeza de Benoist fuertemente contra esta durante la relación. En octubre de 2020, Jenner respondió con una publicación en Instagram en la que admitió haber causado la lesión en el ojo y confirmó haber infligido abuso a lo largo de la relación.

## Filmografía
| Año  | Título                       | Rol             | Notas                          |
| ---- | ---------------------------- | --------------- | ------------------------------ |
| 2010 | Fresh 2 Death 2010           | Connor          | Cortometraje                   |
| 2011 | Wurlitzer                    | Alexander Moore | productor executivo, productor |
| 2011 | Cousin Sarah                 | Brett Marks     |                                |
| 2012 | The Truth In Being Right     | Jeffrey         | Cortometraje                   |
| 2016 | Everybody Wants Some!!       | Jake            |                                |
| 2016 | The Edge of Seventeen        | Darian          |                                |
| 2017 | The Vanishing of Sidney Hall | Brett Newport   |                                |
| 2018 | American Animals             | Chas Allen      |                                |
| 2022 | Paradise City                | Ryan Swan       |                                |

| año       | Título             | Rol            | Notas                                                                                         |
| --------- | ------------------ | -------------- | --------------------------------------------------------------------------------------------- |
| 2011      | Melissa & Joey     | Miller Collins | Estrella invitada, episodio "A House Divided"                                                 |
| 2012      | The Glee Project   | El mismo       | Participante, reality show (Ganador)                                                          |
| 2012—2015 | Glee               | Ryder Lynn     | Personaje recurrente (Temporada 4), personaje principal (temporada 5), invitado (temporada 6) |
| 2013      | MasterChef         | Él mismo       | Invitado                                                                                      |
| 2013      | Teen Choice Awards | Él mismo       | Entrega de premios                                                                            |
| 2016      | Supergirl          | Adam Foster    | 2 episodios                                                                                   |
| 2019      | Dilema             | Sean Donovan   | Personaje principal, serie de TV                                                              |
| 2023      | The Proposal Spot  | Pete Sandres   | Protagonista, Película de TV                                                                  |